# MatPat
Matthew Robert Patrick (15 de noviembre de 1986), conocido en internet como MatPat, es un YouTuber y personalidad de Internet estadounidense retirado el 9 de marzo de 2024. Es el creador de los canales de YouTube The Game Theorists, The Film Theorists, The Food Theorists y The Style Theorists, en los que analizó videojuegos, películas, comida y moda, respectivamente. Además de la creación de sus canales, Patrick narró la mayoría de los vídeos que se presentan en sus canales. Patrick también ha creado el canal de videojuegos GTLive y ha presentado la serie de YouTube Premium MatPat's Game Lab. En febrero de 2023, Patrick contaba con más de 36 millones de suscriptores y más de 7.000 millones de visitas en sus cinco canales.

## Primeros años
Matthew Robert Patrick nació el 15 de noviembre de 1986, en Medina, Ohio.: 02:00  Sus amigos le apodaban "MatPat" en sexto curso. Hijo único, Patrick se interesó desde muy pronto por los videojuegos, el teatro y la escuela.: 01:50-03:20  Fue el valedictorian de su instituto y recibió una beca académica de la Universidad de Duke, graduándose en 2009 con una doble licenciatura en teatro y neurociencia.

## Carrera

### YouTube
Persiguiendo su sueño de convertirse en actor, Patrick se mudó a Nueva York después de graduarse y actuó en producciones teatrales con poco éxito, pasando dos años desempleado.: 04:20-06:15  Sus primeros vídeos de YouTube fueron audiciones para obras de teatro. En 2011, decidió renovar su canal como un "portafolio" que pudiera demostrar a posibles empleadores su capacidad para escribir, investigar y editar vídeos en línea. Inspirado por un episodio del show Extra Credits sobre el aprendizaje tangencial, el proceso por el cual la gente se autoeduca sobre un tema que esté presentado en un contexto familiar, Patrick subió el primer episodio de "Game Theory" el 18 de abril de 2011. Hablaba de la mecánica cuántica en el videojuego de 1995 Chrono Trigger.
El canal fue ganando suscriptores poco a poco y sus vídeos se publicaban en las portadas de sitios como ScrewAttack y GameTrailers. En 2012, Patrick introdujo dos nuevos segmentos presentados por sus compañeros YouTubers Gaijin Goombah y Ronnie Edwards. En 2014, Patrick lanzó el canal derivado "Film Theory", que cubre cine y televisión. Este canal alcanzó más de un millón de suscriptores en un mes.

De vez en cuando subía vídeos comentando el mercado de los videojuegos y los jugadores, así como otros asuntos que consideraba dignos de mención. 

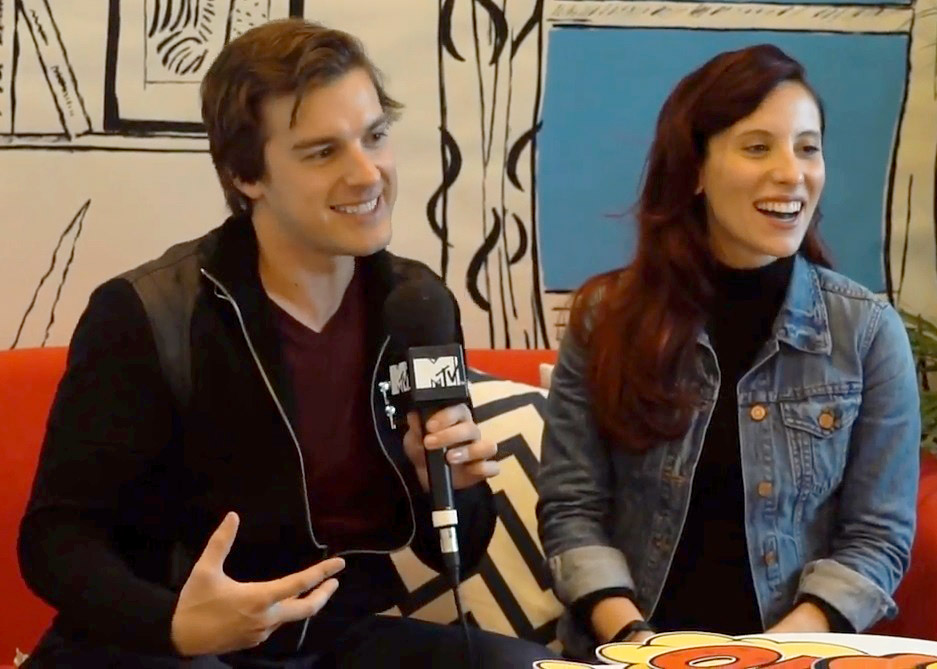
Patrick con su mujer Stephanie en 2018

Patrick comenzó un canal llamado GTLive el 26 de agosto de 2015, donde transmite principalmente gameplays y reacciones con su esposa Stephanie. A partir del 3 de octubre de 2016, los streams de los lunes pasaron a formar parte del primetime de YouTube Gaming y, por lo tanto, se programaron de 15:00 a 17:00 PST. Estos incluían un mecanismo de votación, que puede ser utilizado por Patrick para realizar encuestas rápidas. En marzo de 2022, GTLive tenía 2,94 millones de suscriptores y más de 649 millones de visualizaciones. A fecha del 2023, el canal GTLive sigue subiendo contenido pregrabado, en su mayoría sin editar.
El 8 de junio de 2016, Patrick publicó a través de su canal de YouTube un nuevo programa llamado MatPat's Game Lab en el servicio de suscripción de pago de Google, YouTube Premium. El programa se centra principalmente en situar a jugadores de videojuegos en escenarios de la vida real que imitan los que se dan en los videojuegos, como desactivación de bombas, parkour, supervivencia y entrenamiento militar. A pesar del interés de MatPat en desarrollar una segunda temporada, YouTube aún no ha anunciado ningún desarrollo adicional del proyecto. También formó parte de la serie de YouTube Premium Asusta a PewDiePie (2016).
Patrick luego aparecería en los YouTube Originals de Markiplier A Heist with Markiplier y In Space with Markiplier.
El 29 de mayo de 2016, Patrick y otros once YouTubers se reunieron con el Papa Francisco durante una hora. Patrick pidió al Papa que animara a otros a "luchar por lo que es correcto" y le regaló una copia de Undertale (2015), diciendo que su tema recurrente de la misericordia encaja con la proclamación del Papa de que 2016 sería el "año de la misericordia para la Iglesia católica".
En 2019, The Game Theorists celebró un livestream benéfico de 9 horas que generó 1,3 millones de dólares para el Saint Jude Children's Research Hospital. El streaming contó con invitados como Markiplier, TheOdd1sOut, Rosanna Pansino, Scott Cawthon y otros. En los años siguientes, se celebraron otros eventos benéficos para St. Jude.
El cuarto canal de MatPat, y tercero de teorías, The Food Theorists, comenzó a publicar vídeos en julio de 2020. The Food Theorists, con el mismo estilo que sus predecesores, mezcla la ciencia de los alimentos con la psicología, la fisiología y la conspiración El canal se estuvo desarrollando durante dos años antes de su lanzamiento En octubre de 2022, The Food Theorists tenía 4 millones de suscriptores y más de 499 millones de visitas. Había alcanzado el millón de suscriptores exactamente una semana después de su lanzamiento, y había ganado otro millón en los 4 meses siguientes.
El 20 de diciembre de 2022 se anunció un cuarto canal de teorías, y quinto en total, en Game Theory, junto con la compra del canal por Lunar X. El 18 de febrero de 2023 se estrenó The Style Theorists. The Style Theorists, como los demás canales, se centra en la ciencia, las matemáticas, la historia, la psicología y el misterio de la moda. Alcanzó el millón de suscriptores tres días después.
El 9 de enero de 2024 se anunció que MatPat dejaría de ser el host de los canales adjuntos a sus canales de teorías. Dejará sus canales en manos de una siguiente generación formada por Forrest Lee, Amy Roberts, Santiago "Santi" Massa, Tom Robinson y Ash. Cada uno tomará el mando de uno de los siguientes canales: Film Theory, Style Theory, Food Theory y Game Theory, respectivamente.

### Otros medios y colaboraciones
Patrick participó en la serie web TOME: Terrain of Magical Expertise. Él ganó la serie más atención y exposición al subir una versión remasterizada del primer episodio en el canal el 1 de octubre de 2013, y luego proporcionar una plataforma para la serie. Patrick, junto con Cordato, Sundman, Hourigan y Edwards, también contribuyeron con su semejanza y voces para oponentes autoparodiados en la adaptación del videojuego.[cita requerida] El juego fue lanzado en Steam el 9 de septiembre de 2021.
Un personaje basado en Patrick fue incluido en The Walking Dead: Road to Survival (2015) En 2017, Patrick y su esposa Stephanie participaron en el Pokkén Tournament DX Invitational de Nintendo, un evento celebrado durante el E3 2017. Formó pareja con Allister Singh, el único jugador profesional de Pokkén Tournament en el evento. Su equipo acabó ganando el torneo. Patrick puso voz a Computron en la serie de animación Transformers: Titans Return (2017).
En 2019, Patrick se asoció con Nickelodeon para hacer el programa Fact or Nicktion. En este programa, Patrick examinó varios fenómenos en programas de Nickelodeon, como Bob Esponja, Avatar: La leyenda de Aang y Rugrats para determinar si podrían o no suceder en la vida real.
Patrick es el coproductor de la obra teatral de Broadway, Grey House.
Los videos que Patrick ha hecho sobre la franquicia de medios Five Nights at Freddy's, le hicieron prominente en el fandom, conocido por su dedicación a las teorías sobre la narrativa de la serie.Debido esta prominencia, hizo un cameo en la adaptación cinematográfica de 2023, como un camarero llamado Ness, una referencia a uno de sus vídeos.
En 2024, Patrick colaboro como coproductor en la adaptación musical del manga Your Lie in April, para su producción inglesa.

## Vida privada
Patrick está casado con Stephanie Patrick (nacida Cordato), a la cual conoció mientras estudiaba en la Universidad de Duke. Los dos se hicieron íntimos tras crear una parodia de The Legend of Zelda llamada The Epic of Stew. Se casaron el 19 de mayo de 2012. Su hijo Oliver nació en 2018, y la familia actualmente divide su tiempo entre vivir en California y Carolina del Norte.

## Premios y nominaciones
| Año  | Premio          | Categoría                            | Beneficiario (s)   | Resultado | Ref.   |
| ---- | --------------- | ------------------------------------ | ------------------ | --------- | ------ |
| 2015 | Premios Streamy | Videojuegos                          | The Game Theorists | Nominado  | [ 43 ] |
| 2015 | Premios Streamy | Edición                              | The Game Theorists | Nominado  | [ 43 ] |
| 2016 | Premios Shorty  | Tecnología e Innovación: Videojuegos | The Game Theorists | Nominado  | [ 44 ] |
| 2016 | Premios Streamy | Serie del Año                        | The Game Theorists | Nominado  | [ 45 ] |
| 2016 | Premios Streamy | Videojuegos                          | The Game Theorists | Ganador   | [ 45 ] |
| 2016 | Premios Streamy | No ficción                           | MatPat's Game Lab  | Ganador   | [ 45 ] |
| 2016 | Premios Streamy | Realidad Virtual y 360 Grados        | MatPat's Game Lab  | Ganador   | [ 45 ] |
| 2017 | Premios Shorty  | Tecnología e Innovación: Videojuegos | Él mismo           | Nominado  |        |
| 2017 | Premios Streamy | Edición                              | The Game Theorists | Ganador   |        |
| 2017 | Premios Streamy | Inmersivo                            | The Global Gamer   | Nominado  |        |
| 2018 | Premios Streamy | Tema: Cultura Popular                | Game Theory        | Nominado  |        |
| 2018 | Premios Streamy | Edición                              | Game Theory        | Nominado  |        |
| 2019 | Premios Streamy | Videojuegos                          | The Game Theorists | Ganador   |        |
| 2021 | Premios Streamy | Escritura                            | The Game Theorists | Ganador   |        |

## Canales de YouTube
| Nombre de canal     | Anfitrión principal                       | Tema                                            | Fecha de lanzamiento | Suscriptores  | Número de Vídeos |
| ------------------- | ----------------------------------------- | ----------------------------------------------- | -------------------- | ------------- | ---------------- |
| The Game Theorists  | MatPat (2011-2024) Tom Robinson (2024-)   | Resolver los misterios de los videojuegos.      | 22 de agosto de 2009 | 19.4 millones | 735              |
| The Film Theorists  | MatPat (2011-2024) Forrest Lee (2024-)    | Aprender. los secretos de las películas.        | 12 de mayo de 2014   | 13.2 millones | 533              |
| The Food Theorists  | MatPat (2011-2024) Santiago Massa (2024-) | Explicar teorías sobre comida.                  | 29 de mayo de 2020.  | 5.49 millones | 264              |
| The Style Theorists | MatPat (2011-2024) Amy Roberts (2024-)    | Explorar la ciencia de la moda.                 | 14 de marzo de 2023  | 2.77 millones | 163              |
| GTLive              | MatPat (2011-2024) Ash (2024-)            | Jugar y analizar videojuegos.                   | 26 de agosto de 2015 | 3.71 millones | 1,445            |
| LoreFi              | Nadie                                     | Un canal de música lo-fi con una narrativa ARG. | 3 de julio de 2024   | 90.5 mil      | 3                |

## Filmografía
| Año  | Título                  | Rol                               |
| ---- | ----------------------- | --------------------------------- |
| 2023 | Five Nights at Freddy's | Camarero del restaurante Sparky's |